# Costa de Oro (Uruguay)

Mapa de Canelones con la Costa de Oro en rojo.

Costa de Oro es el nombre que recibe una sucesión de balnearios y localidades ubicados al este de Ciudad de la Costa, en el departamento de Canelones, República Oriental del Uruguay. Hasta el 19 de octubre de 1994 comprendía también a los balnearios que integraron a partir de ese momento la Ciudad de la Costa. Desde entonces, se hallan dentro de la Costa de Oro solamente los balnearios y localidades que se encuentran entre el arroyo Pando y el arroyo Solís Grande, teniendo como límite norte la Ruta 8 y la Ruta 9.

## Historia
Hasta comienzos del siglo XX la faja costera de Canelones fue un desierto de dunas móviles y de bañados. Eran tierras inapropiadas para el agro y por lo tanto desestimadas y de escaso valor.
Hacia 1870 varias familias económicamente poderosas adquirieron la costumbre de realizar campamentos veraniegos en la playa Santa Rosa (actual playa Mansa de Atlántida). Viajaban en carretas que hacían de viviendas y transportaban toda clase de comestibles, incluyendo gallinas y vacas lecheras, para tres meses de estadía.
En 1908 comenzaron los esfuerzos de fijación de las dunas. Se utilizaron pinos marítimos, traídos de Galicia, Portugal y sur de Francia, eucaliptus y acacias; los que debieron plantarse y replantarse incontables veces.

## Características

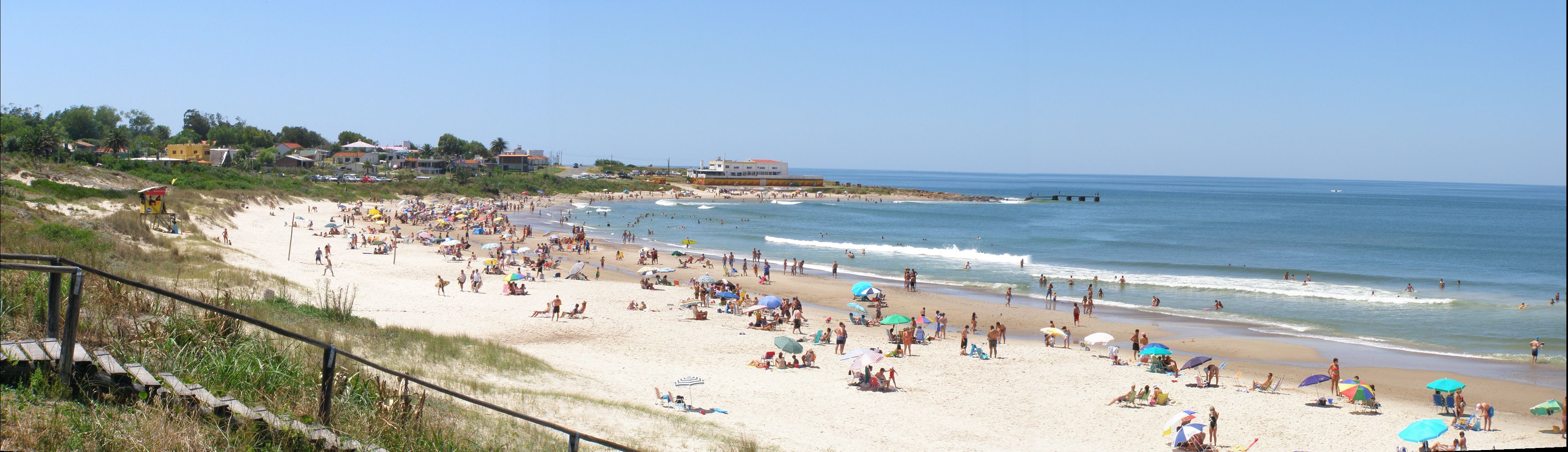
Vista panorámica de la playa de Cuchilla Alta

Caracterizan a este territorio una larga sucesión casi ininterrumpida de hermosas playas que han visto nacer desde principios del siglo XX un rosario de balnearios y localidades ubicados todo a lo largo de la franja costera. Hasta el 19 de octubre de 1994 la localidad más grande era la ciudad de Atlántida, pero desde esa fecha los balnearios comprendidos entre el arroyo Carrasco y el arroyo Pando fueron unificados, naciendo Ciudad de la Costa. Se considera esta zona como extensión del Área Metropolitana de Montevideo hacia el este, siendo utilizados sus balnearios como barrios dormitorio y satélites de la capital pero modificando esa característica cuanto más al este nos alejemos. Las localidades comprendidas entre el arroyo Pando y el Solís Grande, teniendo como límite norte las Rutas 8 y 9, siguen autónomas entre sí. 
El vertiginoso crecimiento del área rural adyacente a la costa, a partir de la década de los años 1990 del siglo XX, cada vez más vinculada al turismo, ha ampliado y modificado el empleo del topónimo. Algunas localidades, como Soca, Piedras de Afilar, Estación Lasala, La Palmita, La Chinchilla, ofrecen en la actualidad servicios turísticos sin ser balnearios. 
Costa de Oro es una de las principales zonas turísticas uruguayas, en lo que se refiere a turismo interno, aunque sus principales balnearios Salinas, Atlántida, Parque del Plata, La Floresta, Costa Azul, Cuchilla Alta, entre otros, son visitados por muchos extranjeros que eligen estos balnearios, por la tranquilidad, seguridad y descanso que ofrecen. Son balnearios familiares, adaptados a las necesidades de la clase media, con todas la comodidades y servicios del mundo moderno.
Como principal atractivo, ofrece largas y anchas playas de arenas blancas y muy finas, a orillas del Río de la Plata cuyas playas de apariencia oceánica poseen la mansedumbre del "Río grande como mar". Es preferida por la práctica de todo tipo de deportes playeros y acuáticos tanto en el Río de la Plata como en sus principales arroyos, el Pando, el Solís Chico y el Solís Grande, en los cuales se practica la pesca deportiva.
Luego de los espectaculares atardeceres estivales, en los que el sol se oculta tras el mar, la noche presenta variedad de opciones. Siendo el principal centro de la movida nocturna Atlántida que cuenta con un importante polo gastronómico, un casino, discos y bares para los jóvenes. 
En sus distintos balnearios se ofrecen espectáculos gratuitos al aire libre durante todo el verano.
Es de fácil acceso desde Montevideo, teniendo como principales arterias la Avenida Giannattasio y la Ruta Interbalnearia.

## Balnearios de Costa de Oro
- Neptunia
- Pinamar - Pinepark
- Salinas
- Marindia
- Fortín de Santa Rosa
- Villa Argentina
- Atlántida
- Las Toscas
- Parque del Plata
- Las Vegas
- La Floresta
- Costa Azul
- Bello Horizonte
- Guazuvirá Nuevo
- Guazuvirá
- San Luis
- Los Titanes
- La Tuna
- Araminda
- Santa Lucía del Este
- Biarritz
- Cuchilla Alta
- Sierras del Mar
- El Galeón
- Santa Ana
- Balneario Argentino
- Jaureguiberry

## Infraestructura

### Provisión de agua potable
La provisión de agua potable para la mayor parte de la población de Costa de Oro proviene de la planta potabilizadora de OSE de Laguna del Cisne, en la localidad de Salinas.